# Kanton Dörna

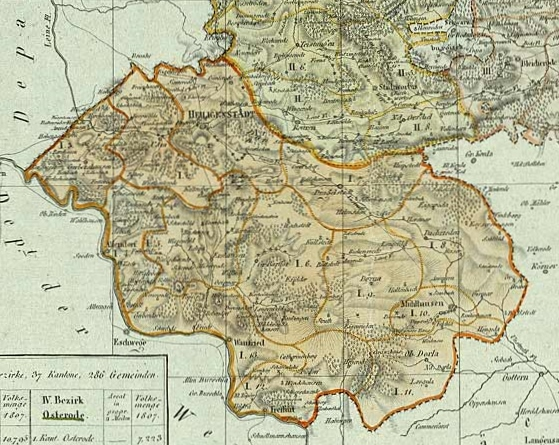
Der Kanton Dörna im District Heiligenstadt

Der Kanton Dörna  war von 1807 bis 1813 eine Verwaltungseinheit im Distrikt Heiligenstadt des Departements des Harzes im napoleonischen Königreich Westphalen. Hauptort des Kantons und Sitz des Friedensgerichts war der Ort Dörna im heutigen thüringischen Unstrut-Hainich-Kreis. Der Kanton bestand aus neun Orten, von denen die westlichen im ehemaligen kurmainzischen Eichsfeld lagen und die östlichen sich über Jahrhunderte im Einflussgebiet der ehemaligen Reichsstadt Mühlhausen befanden. Kantonmaire war Christian Breitlauch.
Zum Kanton gehörten die Ortschaften:

- Dörna, Lengefeld, Hollenbach, Eigenrieden (ehemals zur Freien und Reichsstadt Mühlhausen gehörig)
- Struth, Büttstedt, Bickenriede, Betzelrode, Anrode und Kloster Anrode (ehemals zum kurmainzischen Eichsfeld gehörig)